# Операция (военное дело)

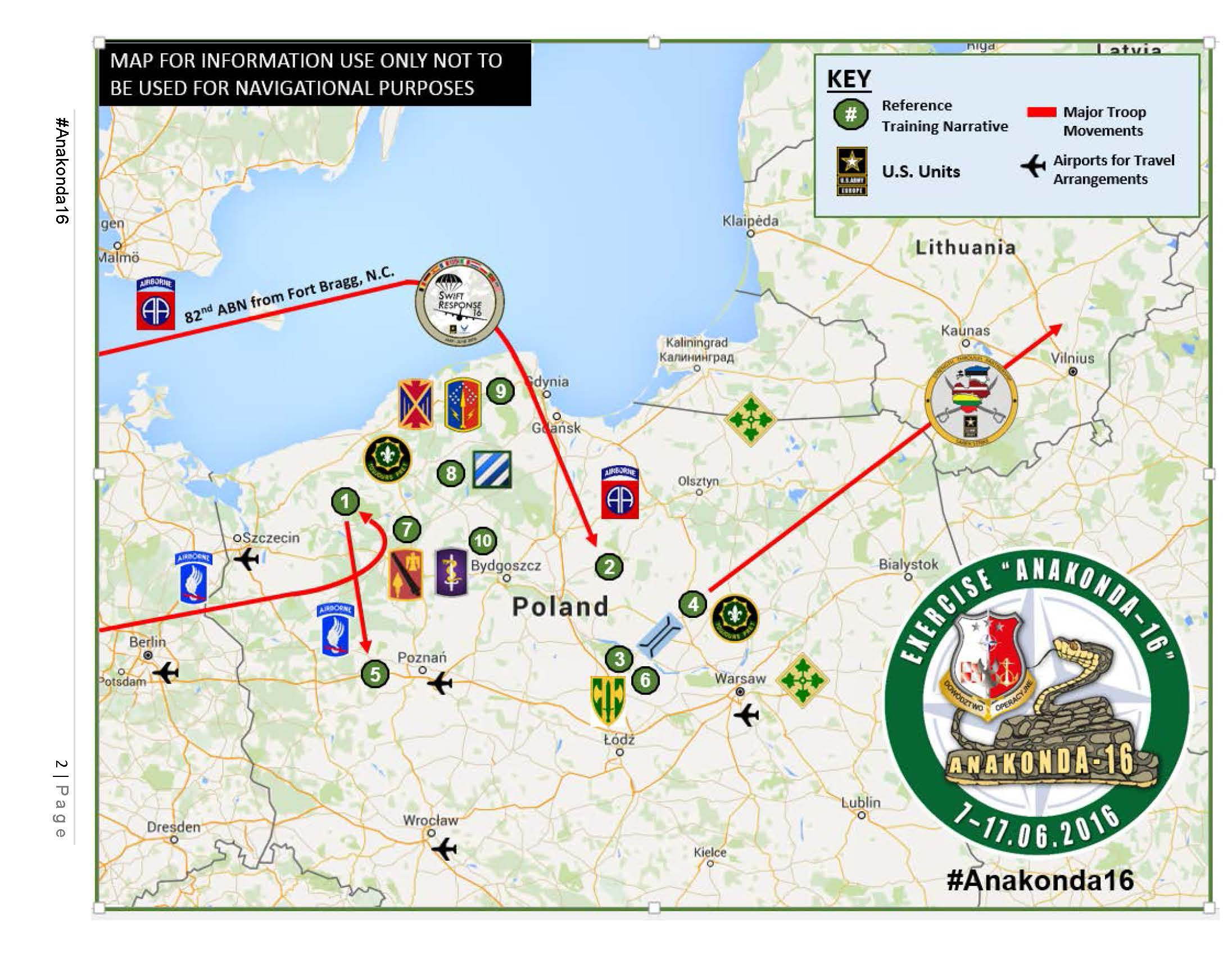
План операции «Анаконда 2016»

Опера́ция (от лат. operatio — «действие») — форма ведения военных действий оперативными (оперативно-стратегическими) объединениями вооружённых сил, совокупность согласованных и взаимосвязанных по цели, задачам, месту, времени ударов, манёвров, боёв и сражений разнородных войск (сил) видов ВС, которые проводятся одновременно и последовательно в соответствии с единым замыслом и планом для решения задач на театре военных действий или театре войны, стратегическом или операционном направлении (в определённой зоне, районе) в установленный период времени.
В других источниках указано что Операция, действие отдельной войсковой части на войне или совокупность стратегических и тактических действий, направленных к достижению какой-либо одной, частной задачи данной войны и завершаемых обыкновенно крупным боевым столкновением сторон. 

## Характеры операций
Операции различаются:

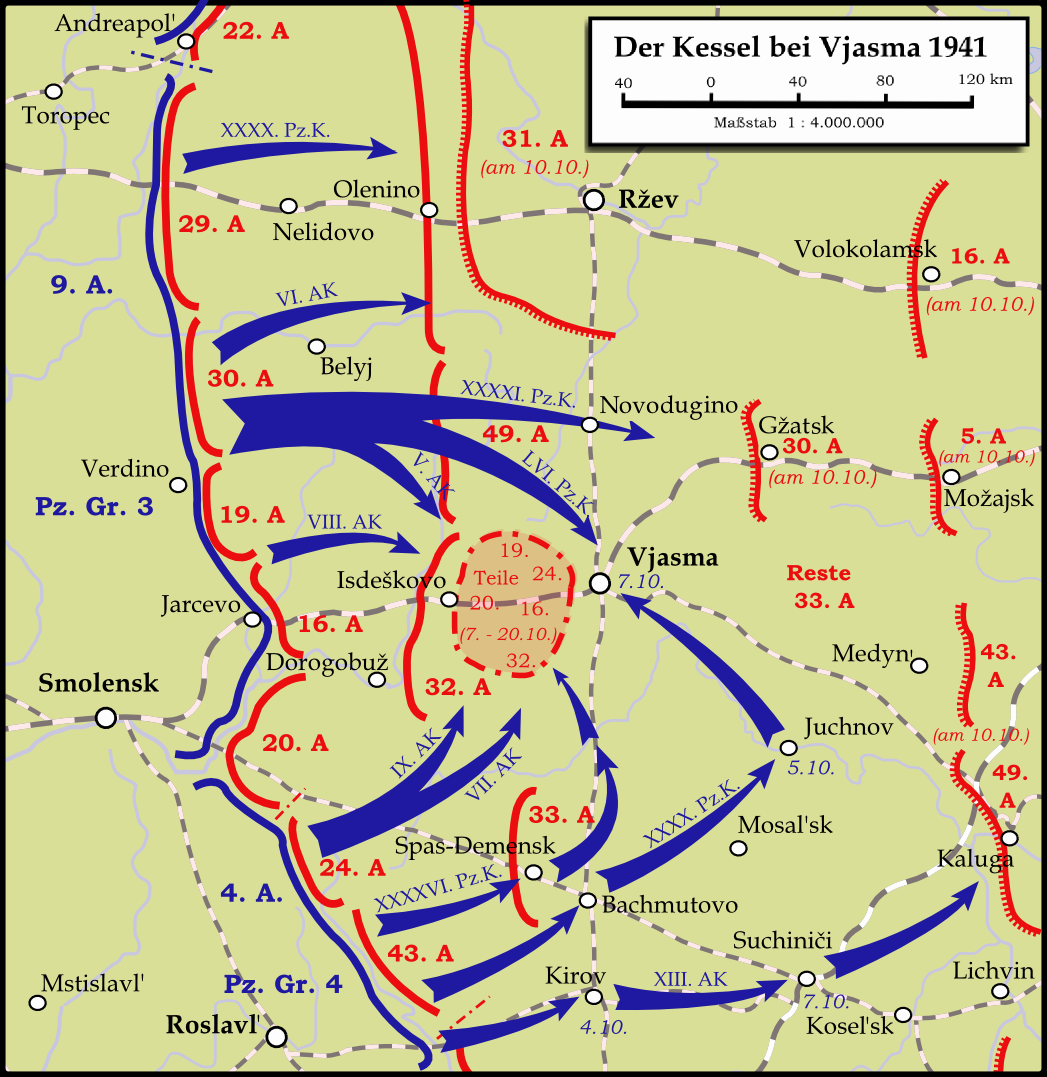
Схема Вяземской оборонительной операции, 1941 год

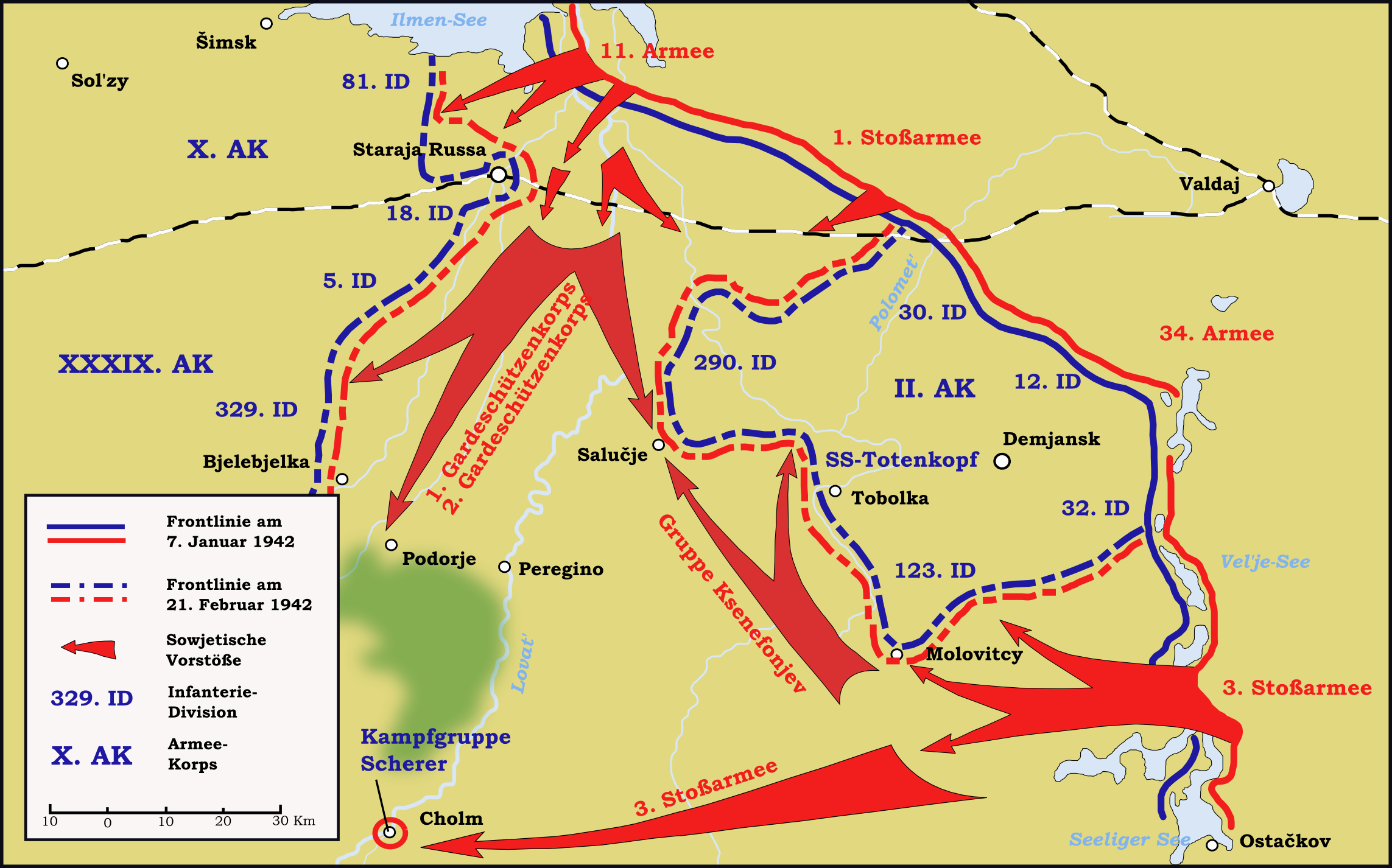
Схема Демянской наступательной операции, 1942 год

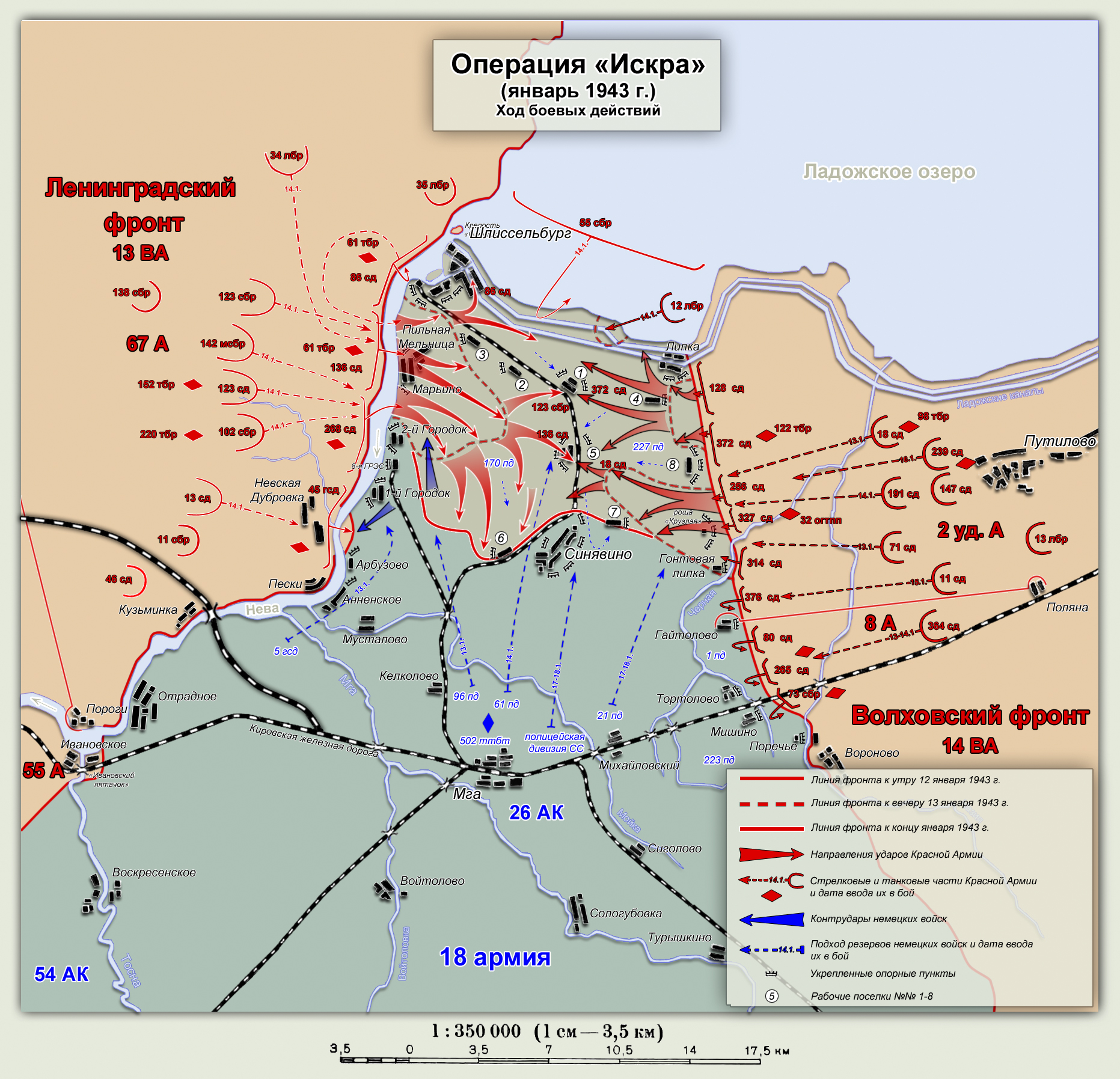
Схема операции «Искра», 1943 год

- количеством участвующих в них войск (сил) (в зависимости от масштаба операции бывают стратегическими, фронтовыми (фло́та , о́круга , группы армий), армейскими (флотилий, корпуса, эскадры),
- а также составом (бывают общевойсковыми (общефлотскими), совместными или самостоятельными);
- пространственным размахом, продолжительностью,
- а наступательные операции — также глубиной и темпом наступления.

В зависимости от характера военных (боевых) действий они могут быть наступательными или оборонительными, по времени и очерёдности проведения могут быть первыми и последующими.
Некоторые журналисты и писатели применяют данный термин ко всем действиям (мероприятиям), проводимым силовыми подсистемами государства вне зависимости от размера структурных единиц (подразделений) этих органов государства. В вооружённых силах России операции проводят только формирования типа объединение и корпус (эскадра)).

## История
Первые известные классические признаки операции, как одной из форм ведения военных действий зародились в военных конфликтах и войнах в конце XVIII — начала XIX веков, а теоретические понятия и практическое воплощение операции как вида военного искусства (оперативное искусство) оформилось с начала XX века.

«Каждая война состоит из одной или нескольких военных кампаний, каждая кампания — из одной или нескольких операций, представляющих собой известный законченный период, от стратегического развертывания армии на исходной линии операции до окончательного решения операции путём победоносного боя на поле сражения, если бою предпослано было окружение разбитой армии, а в противном случае — путём энергической эксплуатации одержанной победы преследованием на поле сражения и на театре военных действий»— профессор стратегии, Г. А. Леер
По определению Военной энциклопедии[уточнить] Российской Империи 1911—1914 годов: Операция (военная) есть совокупность стратегических и тактических действий, нацеленных на достижение какой-либо одной, частной задачи данной войны и завершаемых обыкновенно крупным боевым столкновением сторон.

«Уроки 1915 года на юге и на севере не должны оставаться для нас без последствий; надлежит твёрдо усвоить раз навсегда, что не может быть войны без общей цели, без ясного представления и определенной постановки её ближайшей задачи; не может быть ни одной операции без внутренней связи с ближайшей задачей войны, без замысла — по цели и направлению, проводимого полководцем в течение всей "подготовки" операции и в течение всего периода её "решения".»— М. Бонч-Бруевич, «Потеря нами Галиции в 1915 году» (Труды Военно-Исторической Комиссии).
В военном деле СССР, к середине 1930-х годов, была выработана теория ведения глубокой наступательной операции (Глубокая операция) которая предусматривала согласованное массированное применением танковых войск, авиации, артиллерии и войсковых воздушных десантов.
Согласно БСЭ операция — совокупность ударов, боёв, сражений, согласованных и взаимосвязанных по цели, времени и месту проведения, проводимых оперативными объединениями одного или нескольких видов вооружённых сил по единому замыслу и плану для решения оперативных или стратегических задач.
Во время Второй мировой войны армия и флот СССР проводили наступательные и оборонительные операции в зависимости от целей и количества привлекаемых войск (сил), делящиеся на стратегические и фронтовые операции. Фронтовые операции могли быть как составной частью стратегических так и быть самостоятельными. Деление операций на наступательные и оборонительные говорит только о том, либо кому принадлежала инициатива наступления на начало событий, либо какая преследовалась цель в случае применения преднамеренной обороны. Часто в ходе проведения операции наступление и оборона могли чередоваться.
Названия операциям давались уже апостериори в зависимости от развития событий и результатов, достигнутых в ходе операции, а во время развития событий использовались кодовые наименования, некоторые из которых остались дополнительным наименованием операции (советские операции «Багратион», «Уран», операции Вермахта «Цитадель», «Блау», англо-американская «Оверлорд» и тому подобное).

## Виды
Все военные операции должны удовлетворять двум главным требованиям: 1) по мысли (замыслу) отвечать основным идеям военной науки; 2) по исполнению представлять законченное целое, в котором все частные эпизоды являлись бы необходимым следствием развития одной общей мысли, положенной в основание операции. Чтобы удовлетворить этим требованиям, кроме наличия таланта полководца, необходимо ещё и соответственное орудие войны — превосходная по составу и правильно организованная армия, снабженная необходимыми техническими средствами данной эпохи.— Военная энциклопедия

### По средам
- Сухопутная операция[7]
- Воздушная операция[7]
- Морская операция
- Информационная операция[9] — операция, предпринимаемая с целью затруднить сбор, обработку, передачу и хранение информации важной для формирований информационными системами противника при защите собственной информации и информационных систем своих формирований, тактическая и стратегическая дезинформация (введение в заблуждение) противника, и (часто) целенаправленный комплекс мероприятий для создания благоприятных условий для сбора как можно более полной информации о противнике.
- Электронная операция[9] — тактически или стратегически запланированное систематическое воздействие на электронику (особенно наблюдательную и управляющую) противника. Может также средством проведения информационной операции.
- Кибероперация[9]

### По роду (родам) участвующих войск (сил) вида ВС (по виду ВС)
- Общевойсковая операция
- Танковая операция[источник не указан 294 дня]
- Противовоздушная операция[4]
- Десантная операция[10]
- Воздушно-десантная операция[7]

### По виду военных действий
- Наступательная операция
- Оборонительная операция[4]
- Контрнаступательная операция

Армейской наступательной (оборонительной) операцией называют — совокупность согласованных и взаимосвязанных по целям, задачам, месту и времени наступления (обороны), а на отдельных направлениях — оборонительных сражений (при обороне — контр.наступательных и наступательных) сражений, боевых действий, боёв, ударов и манёвра, проводимых соединениями и частями армии, оперативно подчинёнными соединениями и частями видов и родов войск вооружённых сил, во взаимодействии с соседями и другими войсками, действующими в интересах армии. На отдельных направлениях она может проводиться самостоятельно (являться составной частью стратегических действий на театре военных действий).

### По масштабу и целям
- Стратегическая операция
  - Общевойсковая (общефлотская) операция — проводится с участием всех или большинства видов Вооружённых сил, родов войск и специальных войск под руководством общевойскового (общефлотского) командования. Целью её проведения является одновременное решение большого комплекса взаимосвязанных разнотипных стратегических и оперативных задач. К общевойсковым операциям относятся стратегические, фронтовые и армейские (корпусные) операции, а также операции флотов и флотилий разнородных сил (оперативных эскадр)[5].
- Фронтовая (флота, округа, группы армий) или группы фронтов
  - Операция флота — совокупность согласованных и взаимосвязанных по цели, месту и времени, одновременных и последовательных операций флотилий и эскадр, отдельных морских операций и боевых действий объединений и соединений флота, проводимых во взаимодействии с соединениями и объединениями других видов вооружённых сил в соответствии с единым замыслом и планом на океанском (морском) театре военных действий. Целью операции флота является решение оперативно-стратегических или оперативных задач. Операция флота может являться составляющей частью стратегической операцией на океанском театре военных действий или проводиться самостоятельно[5].
- Армейская операция — производится армией (ракетной, общевойсковой, танковой и так далее). При ведении наступательных операций она имеет своей целью разгром противостоящей группировки противника и овладение районами (объектами), имеющими оперативное значение, при ведении оборонительных — срыв наступления превосходящих сил противника, нанесения поражения его войскам (силам), удержания важных оборонительных рубежей (районов), выигрыша времени и создания условий для перехода в наступление. В начале войны (вооружённого конфликта) армейская операция может проводиться в целях срыва или отражения вторжения противника, обеспечения развёртывания главных сил фронта и организованного вступления их в сражение[5].
- Операция корпуса
- Операция флотилии
- Операция эскадры
- Операция стратегических ядерных сил[4]

## Состав
В русском военном деле в состав Операции входила и её подготовка:
- организация армии;
- устройство основания действий (операционной базы);
- сосредоточение на нем запасов и войск (стратегическое развертыванье армии);
- подготовка театра военных действий в инженерном отношении.

В виде существенного дополнения операции, она обнимает устройство тыла армии в административном и боевом отношении, то есть устройство промежуточных (вспомогательных) баз и коммуникационной линии.
Операция состоит из ряда этапов. Этап операции — часть операции, её определённая стадия (момент), в которой войска (силы) объединения (а ранее корпуса и приравненных к нему формирований) выполняют определённые оперативные задачи, в результате чего существенно изменяется общая обстановка и создаются благоприятные условия для дальнейших военных действий. Этапы операций также выделяются при исследовании и описании проведённых операций объединениями вооружённых сил.
Например, операция «Багратион» по характеру военных действий и содержанию задач формированиям ВС СССР в ней участвующих делилась на два этапа:
- первый — с 23 июня по 4 июля 1944 г., в ходе которого было проведено пять фронтовых операций:

Витебско-Оршанская;
Могилевская;
Бобруйская;
Полоцкая;
Минская, и включал в себя прорыв обороны противника на всю тактическую глубину, расширение прорыва в стороны флангов и разгром ближайших оперативных резервов и овладение рядом городов, в том числе освобождение столицы Белорусской ССР — города Минск.
- второй — с 5 июля по 29 августа 1944 года, включавший ещё пять проведённых фронтовых операций:

Шяуляйская;
Вильнюсская;
Каунасская;
Белостокская;
Люблин-Брестская, и включал в себя развитие успеха в глубину, преодоление промежуточных оборонительных рубежей, разгром основных оперативных резервов противника, захват важных рубежей и плацдармов на р. Висла. Конкретные задачи фронтам были определены на глубину до 160 километров.